# 佐野市郷土博物館
佐野市郷土博物館（さのしきょうどはくぶつかん）は、栃木県佐野市にある歴史系博物館である。
足尾鉱毒事件に生涯を捧げた政治家田中正造の関係資料約1万点を収蔵し、展示室を設けている。天明鋳物、佐野氏・彦根藩・佐野藩資料、オランダ船リーフデ号船尾のエラスムス木像（貨狄尊者）複製なども展示する。また、佐野市立図書館と分担して、朝鮮独立運動を支援した漢学者須永元の旧蔵資料約1万点を保管している。
1983年11月開館。1984年の第36回日本建築学会賞作品賞の受賞作品となり、1998年には公共建築百選に選定された。